# Струйный распределитель
Струйный распределитель — это вид гидравлического распределителя (или пневматического распределителя), в котором управление осуществляется от подачи струи жидкости.
В струйных распределителях нет подвижных частей, благодаря чему их можно изготавливать из таких материалов, которые позволяют использовать их в тяжёлых условиях:
- в широком диапазоне температур (от −196 С до 980 С);
- при высоком уровне радиоактивного излучения;
- при работе с агрессивными жидкостями.

По сравнению с распределителями механического типа, струйные усилители обладают высоким быстродействием. Частота переключений газовых струйных распределителей достигает нескольких кГц. Распределители, работающие на маловязких жидкостях, имеют быстродействие на порядок меньше, чем газовые, однако и их быстродействие удовлетворяет практику.
Схема действия одного из видов струйных распределителей показана на рис. 1. В этом распределителе при отсутствии управляющих сигналов 1 и 2 основной поток b, вытекающий из канала питания а, делится поровну между выходными каналами 3 и 4. Тогда шток гидроцилиндра неподвижен. При подаче управляющего потока в один из каналов 1 или 2 основной поток отклонится в сторону, противоположную этому каналу. В результате мощность на выходе со стороны струи превысит мощность с противоположной стороны.